# Notidobia forsteri
Notidobia forsteri är en nattsländeart som beskrevs av Malicky in Malicky och Kumanski 1974. Notidobia forsteri ingår i släktet Notidobia och familjen krumrörsnattsländor. Inga underarter finns listade i Catalogue of Life.